# Maxwell Montes
Maxwell Montes é um maciço de montanhas de Vênus. Parte dele é o ponto mais alto na superfície do planeta.

## Descrição geral

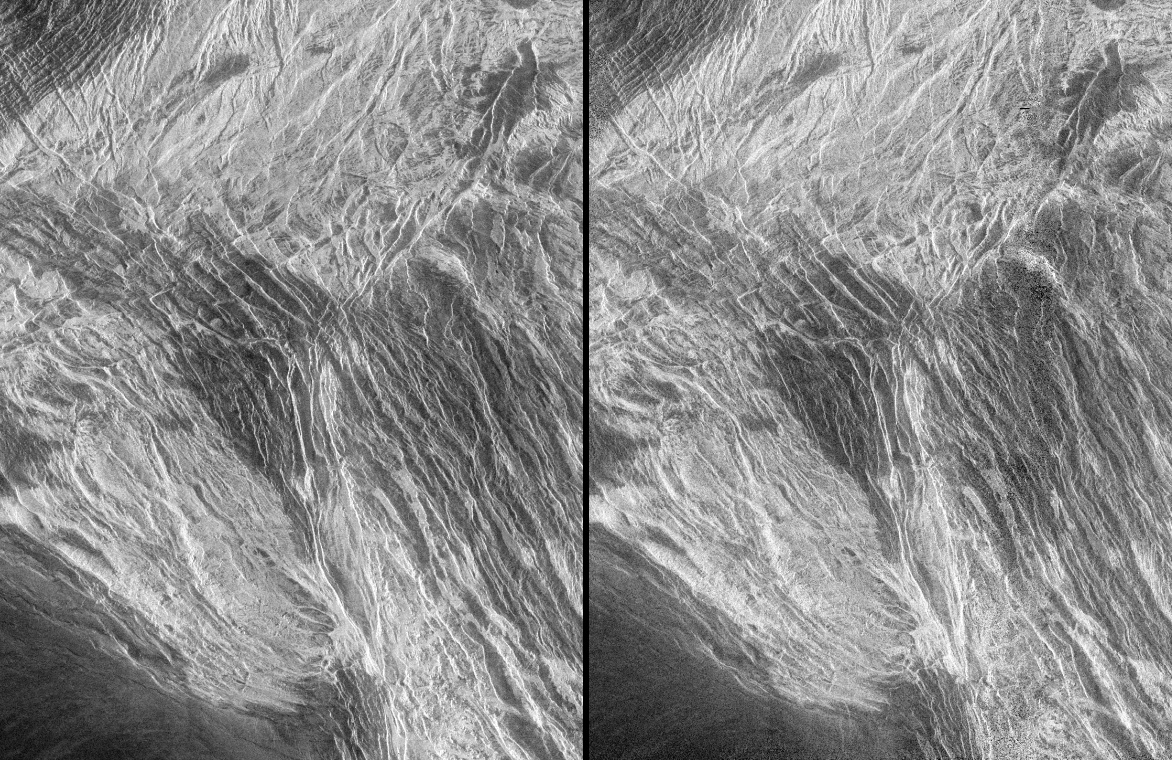
Estereograma de visão cruzada de Maxwell Montes em Vênus. Feito a partir de imagens de radar da Magellan, que foram feitas no modo Left-Look e Stereo-Look.

Localizado em Ishtar Terra, um dos dois grandes continentes de Vênus, Maxwell Montes tem 11 km de altura. Ele sobe cerca de 6,4 km acima e para o leste de Lakshmi Planum, e tem 853 km de comprimento e 700 km de largura. A parte oeste da montanha é bastante íngreme, enquanto a parte oeste desce gradualmente até Fortuna Tessera. Devido à sua elevação o Maxwell Montes é lugar mais frio da superfície de Vênus (com temperaturas de 380 °C) e o menos pressurizado (cerca de 45 bar).

## Origens e geologia
A origem de Lakshmi Planum e de montanhas como Maxwell Montes e controversa. Uma teoria sugere que eles se formaram sobre uma camada de material quente subindo do interior de Vênus, enquanto outra afirma que a região está sendo comprimida de todos os lados, resultando em material descendo para o interior do planeta. Os grandes tergos e vales que compõem Maxwell Montes e Fortuna Tessera sugerem que a topografia resultou de compressão. A grande altura de Maxwell Montes em relação a outras montanhas de Lakshmi Planum sugere que sua origem é mais complexa.
Uma grande parte do Maxwell Montes tem um retorno de radar muito brilhante que é comum em Vênus em grandes altitudes. Acredita-se que esse fenômeno resultou da presença de minerais como pirita.